# Pointe de la Muga Nord
La pointe de la Muga Nord est un sommet des Pyrénées, situé sur la frontière franco-espagnole entre les Hautes-Pyrénées, en région Occitanie, et la province de Huesca dans la communauté d'Aragon, qui culmine à 2 676 ou 2 675 mètres d'altitude dans le massif de Panticosa.

## Toponymie
Muga pourrait venir du basque qui signifie la frontière, la limite.

## Géographie
Il est situé entre le département des Hautes-Pyrénées en vallée de Saint-Savin, dans la vallée du Marcadau sur la commune de Cauterets, et celle de Tena (Panticosa) en Espagne.

### Topographie
Il est situé au nord-est du port du Marcadau et au nord-ouest de la pointe de la Muga. Il surplombe les lacs de la Fache au nord et l'ibón de Bramatuero Bajo au sud.

### Hydrographie
Le sommet délimite la ligne de partage des eaux entre le bassin de la Garonne côté nord, qui se déverse dans l'Atlantique, et le bassin de l'Èbre, qui coule vers la Méditerranée côté sud.

## Voies d'accès
On y accède côté français au nord depuis le pont d'Espagne (1 520 m) et la vallée du Marcadau au fond de laquelle se trouve le refuge Wallon (1 865 m). Puis prendre la direction du port du Marcadau.
Côté espagnol par la vallée de Panticosa via le GR 11 depuis le refuge de Bramatuero.

## Protection environnementale
La pointe de la Muga Nord est située dans le parc national des Pyrénées.